# ベンゾチアジン
ベンゾチアジン(Benzothiazine)は、ベンゼン環にヘテロ六員環のチアジンが結合した構造を持つ複素環式化合物である。この名前は、2H-（上）及び4H-（下）の両方の異性体に対して用いられる。
2,1-ベンゾチアジンは1960年代に最初に報告され、続いてその合成法及び強い生理学的作用が報告された。近年、2,1-ベンゾチアジンは合成化学において大きな興味が持たれている。ベンゾチアジンのエナンチオ選択合成は、HarmataとHongによって開発された。